# Fontaine-le-Port
Fontaine-le-Port ist eine französische Gemeinde mit 1014 Einwohnern (Stand 1. Januar 2022) im Département Seine-et-Marne in der Region Île-de-France. Sie gehört zum Arrondissement Melun und zum Kanton Nangis.

## Nachbargemeinden
Umgeben ist Fontaine-le-Port ist umgeben von den Gemeinden Chartrettes, Sivry-Courtry, Le Châtelet-en-Brie, Féricy und Héricy.

## Geschichte
Keimzelle des Ortes war das Kloster Barbeau, das 1147 von König Ludwig VII. am Ufer der Seine gegründet wurde und 1156 an seinen späteren Ort verlegt wurde. Um das Kloster entwickelte sich der Ort „Seine-Port“, das heutige Fontaine. Ludwig VII. wurde hier 1180 bestattet. 1817 wurden seine Überreste nach Saint-Denis überführt; das Kloster wurde 1837 abgerissen.

### Bevölkerungsentwicklung
- 1990: 776
- 1999: 844

inklusive Einwohner mit Zweitwohnsitz

## Gemeindepartnerschaften
- Liptovský Ján (Slowakei), seit Oktober 2007

## Sehenswürdigkeiten
- Kirche Saint-Martin (Monument historique), Turm aus dem 12. Jahrhundert

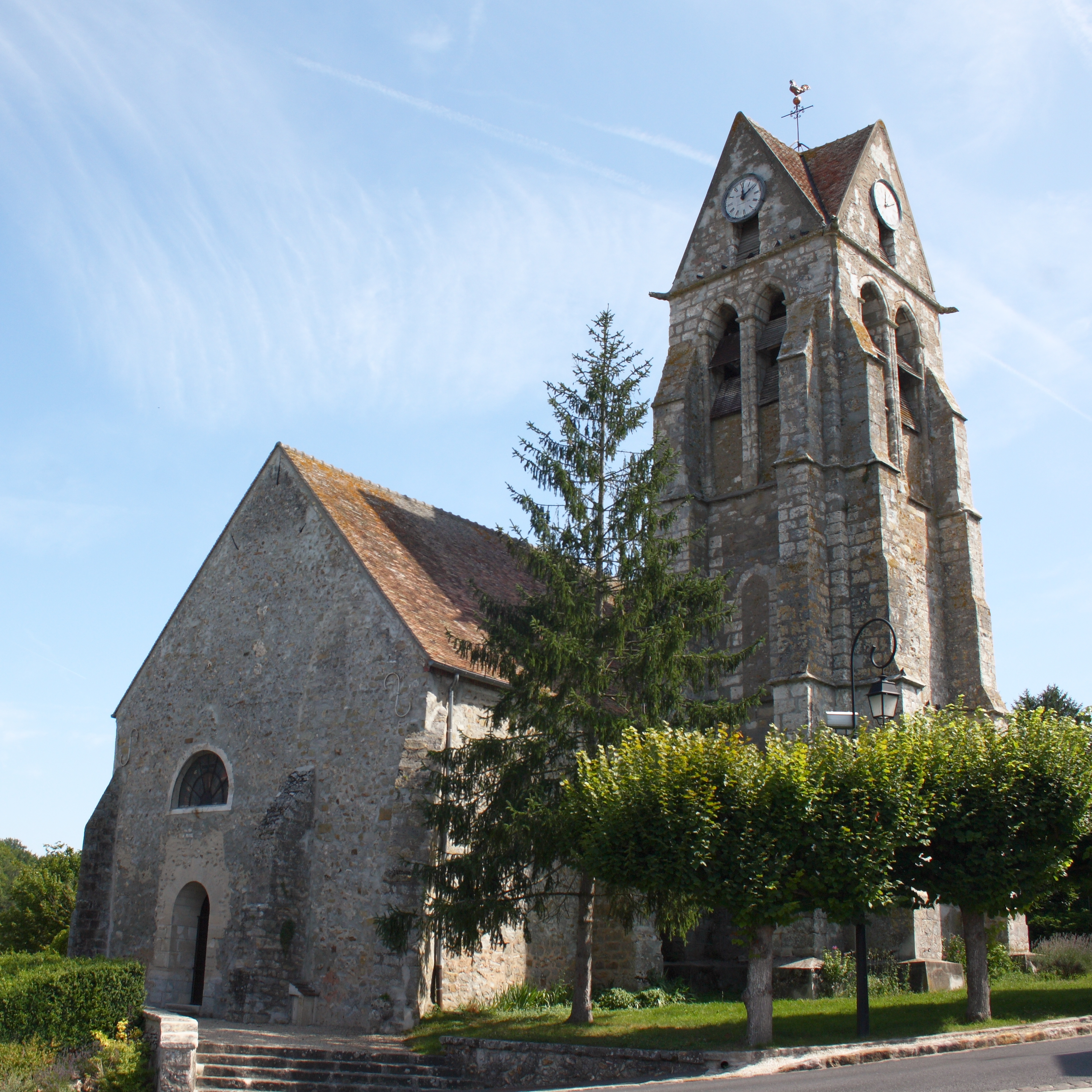
Kirche Saint-Martin

- Rathaus
- Waschhaus aus dem 19. Jahrhundert